# Ole-Harald Aas
Ole-Harald Aas (Porsgrunn, 9 de febrero de 1994) es un deportista noruego que compite en tiro, en la modalidad de pistola. En los Juegos Europeos de Cracovia 2023 consiguió una medalla de bronce en la prueba de pistola rápida de fuego 25 m mixto.

## Palmarés internacional
| Juegos Europeos | Juegos Europeos     | Juegos Europeos   | Juegos Europeos                    |
| Año             | Lugar               | Medalla           | Prueba                             |
| --------------- | ------------------- | ----------------- | ---------------------------------- |
| 2023            | Breslavia (Polonia) | Medalla de bronce | Pistola rápida de fuego 25 m mixto |